# Lasfaillades
Lasfaillades is een gemeente in het Franse departement Tarn (regio Occitanie) en telt 74 inwoners (2009). De plaats maakt deel uit van het arrondissement Castres.

## Geografie
De oppervlakte van Lasfaillades bedraagt 8,0 km², de bevolkingsdichtheid is dus 9,3 inwoners per km².
De onderstaande kaart toont de ligging van Lasfaillades met de belangrijkste infrastructuur en aangrenzende gemeenten.

## Demografie
Onderstaande figuur toont het verloop van het inwonertal (bron: INSEE-tellingen).
1. ↑  Populations de référence 2022.